# Chrysosoma derisior
Chrysosoma derisior är en tvåvingeart som beskrevs av Octave Parent 1934. Chrysosoma derisior ingår i släktet Chrysosoma och familjen styltflugor.
Artens utbredningsområde är Sri Lanka. Inga underarter finns listade i Catalogue of Life.